# SWAC (Computer)

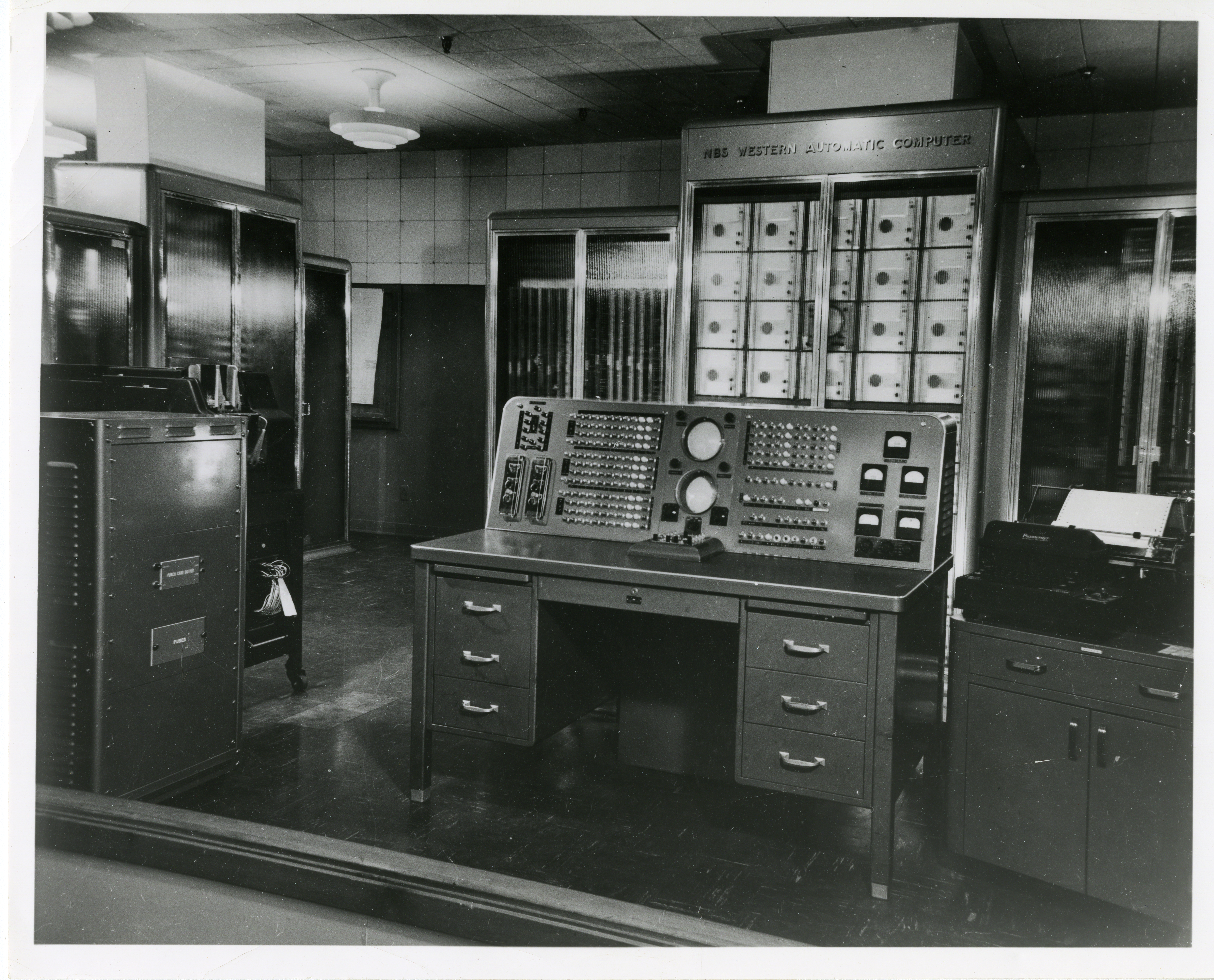
SEAC mit Steuereinheit im Vordergrund

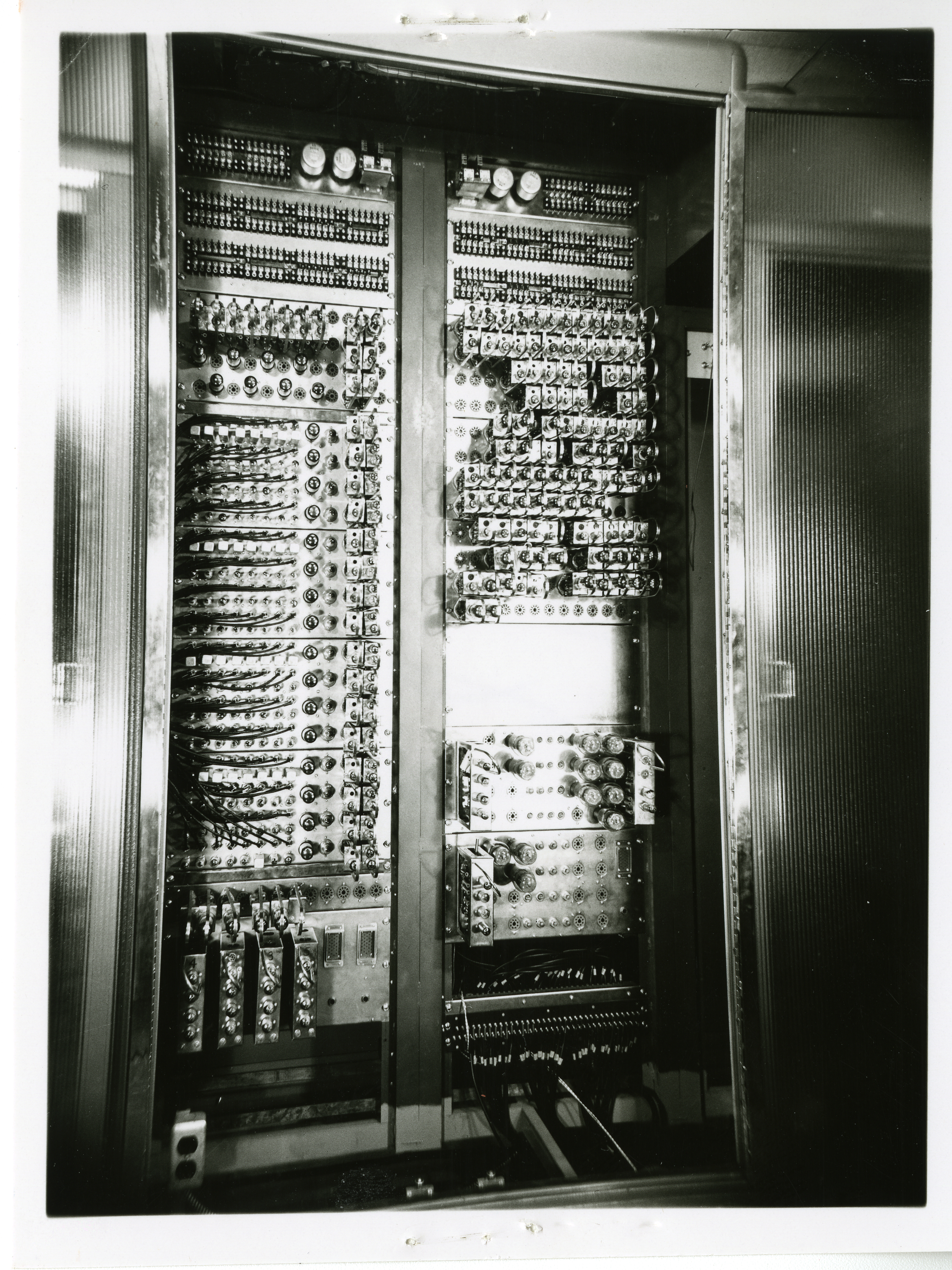
Später hinzugefügte Kontrolleinheit für den Trommelspeicher am SWAC

SWAC, die Abkürzung steht für englisch Standards Western Automatic Computer, war im Jahr 1950 einer der ersten digitalen Computer, welcher am National Bureau of Standards (NBS, heute NIST) in der Zweigstelle in Los Angeles, Kalifornien gebaut und verwendet wurde. Entwickler war Harry Huskey. Ähnlich wie der SEAC war der SWAC vom NBS als Übergangsrechenanlage zu dem noch nicht verfügbaren Nachfolgerechner RAYDAC von Raytheon geplant und durch einen vergleichsweise einfachen und schnell durchzuführenden Aufbau der Rechenanlage gekennzeichnet.
SWAC zählte zu den Röhrencomputern, die reguläre Inbetriebnahme erfolgte im Juli 1950. Zu der Zeit war SWAC die schnellste Computeranlage weltweit, bis sie ein Jahr später durch den IAS-Computer an der Spitze abgelöst wurde.
Die Rechenanlage wurde bis 1954 von NBS verwendet. Bedingt durch die Auflösung der NBS Abteilung Institute for Numerical Analysis an der University of California, Los Angeles (UCLA) wurde SWAC 1954 der UCLA übergeben, welche den Computer mit diversen Modifikationen und Erweiterungen bis 1967 betrieb.

## Aufbau
SWAC bestand in seinem ursprünglichen Aufbau aus 2300 Elektronenröhren. Der Speicher umfasste 256 Wörter mit einer Wortbreite von 37 Bit und war in Form von 37 Williamsröhren realisiert. Dabei speicherte jede Williamsröhre 256 Bit, genau ein Bit eines Wortes. Die Rechenoperationen umfassten neben der Addition, Subtraktion und Multiplikation in einfacher und doppelter Genauigkeit eine Vergleichsoperation und Befehle für die Ein- und Ausgabe. Mitte der 1950er Jahre wurde die Anlage um einen Trommelspeicher erweitert.